# ليوا
واحة ليوا تعتبر الواحة من الأكبر من نوعها في الجزيرة العربية وفي القرب من الربع الخالي وهناك يمكن أن تشاهد مدينة ليوا القديمة و مدينة زايد الحديثة. التابعة لإمارة أبو ظبي في دولة الإمارات العربية المتحدة
المنطقة الغربية ومحاضر ليوا تقع على بعد نحو 200 كيلومتر إلى الغرب من العين وتضم الآن أكثر من 60 قرية، إضافة إلى المراعي الخصبة الموجودة في مناطق الظفرة التي يتوفر فيها المياه الجوفية. ويكون الطريق إليها على طريق السلع حتى تجد محطة أدنوك الجديدة عند مفترق الجسر تجد المنطقة الغربية تأخذك باتجاه الجنوب الغربي.. وتصادفك في بداية الطريق مدينة زايد.. ومن ثم تكمل سيرك حتى تصل لمحاضر ليوا حيث الخضرة والجمال والهدوء الذي يريح الأعصاب من ضوضاء المدينة وضغوط العمل.

## موقع واحة ليوا
تقع واحة ليوا في المنطقة الغربية لإمارة أبوظبي وتشكّل قوساً يمتد من الجنوب الغربي حتى الجنوب الشرقي في قلب إقليم الظفرة ويتراوح عرضها بين 40 ـ 50 ميلاً، ويبلغ عدد محاضر ليوا نحو 52 واحة من بينها (النشاش وحفيف وقطوف والهيلة والمارية الغربية)، ويصل ارتفاع قمم الكثبان الرملية من 25 ـ 40 متراً فوق سطح الأرض بأشكال مختلفة منها الهلالية والطويلة، وبالقرب من الواحة هناك تل مرعب الذي يبلغ ارتفاعه300 متر بزاوية انحدار 50 درجة والذي يعتبر من أعلى الكثبان الرملية في العالم. ويوجد في ليوا مجموعة كبيرة من القلاع والأبراج المعروف منها حتى الآن يصل عددها إلى خمسة عشر قلعة وبرجاً متفرقة في واحات، منها ما هو متهدم ويحتاج إلى تنقيب حتى يمكن اكتشافه، ومنها ما هو موجود حتى الآن وتتم فيه أعمال الصيانة والترميم، من هذه القلاع: قلعة ظفير بناها بنو ياس، وموقب بناها الشيخ سلطان بن زايد، والغريب، والطرق، وقلعة خنور (خانور) بناها بنو ياس خلال الفترة الأولى لحكم شخبوط، وقلعة حويل أو أم حصن بناها المناصير في السنوات الأولى لحرب أبوظبي (1883م ـ 1890م). وقلعة قطوف بناها بنو ياس، وقلعة نميل (نهيل) بناها بوفلاح وهدمها الشيخ قاسم عندما هدم الجبانة، وقلعة مزارعة، وحمار في البطين وهي أقدم حصن في ليوا ولم يتبقَّ منه سوى أنقاض، وقلعة الميل، وقلعة العد بناها آل بومنذر قبل خمسين عاماً مضت وهي حالياً أنقاض، وقلعة الجبانة تم تخريبها عام 1889م، بالإضافة إلى برج ماريا الغربية بنها بلوشي قبل خمسين إلى ستين عاماً مضت بأمر من الشيخ حمدان بن زايد، وقلعة الهيلة لم يبقَ منها سوى برج أسطواني.
وتعتبر المنطقة الغربية وجهًا لأبرز القبائل كقبيلة بني ياس وأبرزهم: آل بو فلاح وآل بو فلاسة والسُّوادن وآل بومهير والمرر والمحاربة والهوامل والقبيسات والرواشد والمزاريع والقمزان والرميثات إضافة إلى المناصير بأفخاذهم الثلاث (رْحَمِي وشعَري ومِنـْذِري) وغيرهم.
وتجمع ليوا ما يقارب 53 (مْحَضَرْ) على امتداد 120 كيلو متر مربع لبدو وحضـّار من أهل الساحل للمقيظ هناك، فسميت محاضر ليوا... مساحات عامرة بالرحابة والخضرة و(غِيُوط) النخيل والماء العذب المنتشر بين كل محضر وآخر.
ومن محاضر ليوا: (حميم، بو عوانة، اليارية، موقب، الخيس، نشاش، وذين، اليبانة، يرّة، الثروانية، موصل، قرمدة، نفير، الرايقة، مزيرعة، المارية، عتاب، خنّور)
أما المحميات فقد وصل عددها إلى أكثر من 51 محمية طبيعية وتنتشر في المنطقة الغربية 20 محمية طبيعية بقطاع مدينة زايد و 11 محمية في قطاع الوثبة و 20 محمية في قطاع غياثي.
وتزايدت الثروة الحيوانية بصورة كبيرة في المنطقة الغربية كما في غابات الوضيحي والحيما ووادي غزلان وخبو الدهس والبابو الحلوة والفلاحية وجبل الظنة وبدع هزاع.
كما تمت زراعة 42 ألف هكتار من الأشجار الحرجية في قطاع مدينة زايد، بالإضافة إلى زراعة 2000 هكتار بمدينة زايد عبارة عن أحزمة خضراء.
وأقام قسم الغابات العديد من الغابات شملت غابات الكبيشة على مساحة 600 هكتار وغابة الفلاحية والبوجير على مساحة 625 هكتاراً وغابة وادي غزلان “1” ووادي غزلان “2”، أما غابات المجموعة “د” فقد أُقيمت على مساحة 8600 هكتار وتضم عدة غابات مثل غابات الهيمة 600 هكتار وغابات الحلوة على مساحة 1500 هكتار وغابات العزيزية 500 هكتار وغابات شرق الفلاحية “أ و ب” على مساحة 600 هكتار.
وانتشرت في محاضر ليوا مشاريع الغابات التي تضم عدة غابات مثل غابات ليوا 1500 هكتار وغابات شامخة وبر 90 هكتارا.
كما تضم غابات المنطقة الغربية غابات المجموعة السادسة ومشاريع ليوا الحدود 2000 هكتار وغابات امتداد بدع خليفة وغابات الأربعين 90 هكتارا وأسوار واسط وحميم على مساحة عشرة آلاف هكتار، بالإضافة إلى مشاريع مجموعة طريف والتي تضم الأحزمة الجانبية المقامة على جانبي طريق أبوظبي السلع 2000 هكتار وغابات السلمية 1200 هكتار ومشاريع مجموعة الطوي 1600 هكتار.
أما غابات الوضيحي التي تعتبر من أبرز غابات قطاع مدينة زايد في المنطقة الغربية فتبلغ مساحتها حوالي ألف هكتار وهي منطقة ينتشر فيها آلاف من الغزلان وبصفة خاصة الوضيحي الذي كان مهددا بالانقراض، كما ينتشر فيها العديد من الأشجار مثل أشجار الراك والسمر والكونوكاربس والسدر والسلم والغاف والقرما والسنيوفيلا وكلها أشجار تتأقلم مع المناخ الصحراوي الحار إلى جانب تحملها للملوحة العالية.
محاضر ليوا اشتهرت ومنذ زمن طويل بجودة التمور، وأشهرها الدباس بالإضافة إلى أنواع أخرى من الرطب مثل: الخلاص، والدباس، والبرحي، والزاملي، والشبيبي، واليواني، والخدي، والجفري، والحمري، والخشكار، والخضراوي، والثويري.... علماً بأنه يقام مهرجان في المنطقة الغربية في محاضر ليوا يسمى (مهرجان مزاينة الرطب) لاختيار أجود أنواعها وهذا يدل على اهتمام أبناء المنطقة الغربية بزراعة النخيل والعناية بها وبثمارها.. وفي محاضر ليوا تعتمد مزارع النخيل على الري من الآبار اليدوية وهذا يكون في بداية عمرها وبعد أن يكتمل نموها فإنها لا تروى بل تعتمد على نفسها في الاستفادة من المياه الجوفية ذات المستوى المرتفع حيث يتراوح عمقها ما بين 3 - 5 أمتار وقد يصل إلى 10 أمتار. وفي بعض الأحيان وعند الرغبة في إنشاء مزرعة جديدة في محاضر ليوا فإنه عادة ما يتم هذا العمل جماعيا ويعرف بالفزعة حيث يتعاون عدد من السكان على حفر البئر وتبدأ عملية الحفر بصب الماء على المكان المراد حفر البئر فيه قبل عملية الحفر بيومين لكي لا يتهدل (يتردم) البئر عند حفرة وعادة ما يكون موسم الزراعة بعد ظهور سهيل.

## القلاع والحصون في ليوا
برج المارية الغربية

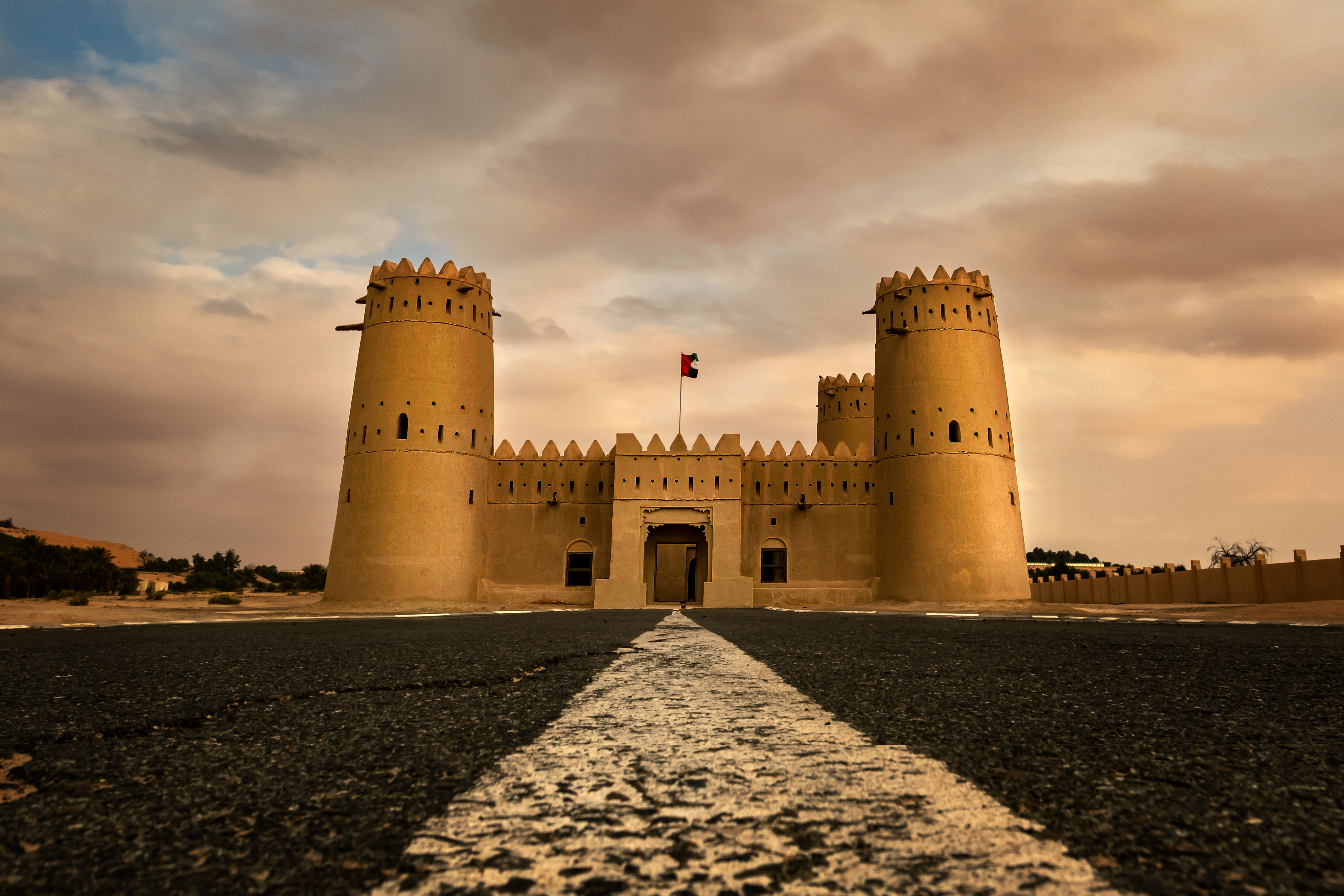

البرج عبارة عن بناء حربي مربع أو مستدير يبرز عن السور المتصل به، سواء كان لحصن أو قلعة، ويحتوي على مراقب أو مزاغل لرمي السهام والرماح، ولذا كان من الضروري أن تزود أسوار هذه القلعة بعدد مناسب من الأبراج حتى تكون عملية الدفاع عنها سهلة، وتعد الأبراج المبنية بشكل منفرد كبرج المارية الغربية خط دفاع أول وجرس تنبية يمكن من خلالة الرصد ومشاغلة العدو، ويقع برج المارية في وسط السور الذي يحيط به من كل جانب وأبعاده 22 × 22 متراً، وللسور مدخل رئيسي بارز يقع جهة الغرب، وهو غاية في الجمال لما يتكون منه من عناصر معمارية وزخرفية، كأنصاف الأعمدة، والعقود الدائرية والمسننة، ودكة الجلوس، وتزين أعلى واجهة المدخل المتاريس مثلثة الشكل، ويوجد باب خشبي تزينه زخارف هندسية، والسور المحيط بالبرج يبلغ ارتفاعه تقريبا 3 أمتار مزخرف بأشكال هندسية كالفتحات الدائرية والطولية والمتاريس بغرض الدفاع، وعند الوصول إلى البرج نجد له فتحة باب ذات عقد مدبب تصل هذه الفتحة إلى داخل البرج لنرى الطابق الأول منه وهو عبارة عن سقف يقوم على جسر تحمله أنصاف الأعمدة، ونشاهد درجا خشبيا مغروزا في الجدار يمكن الوصول عن طريقه إلى فتحات موجودة في سقف البرج المكون من طابقين، ويزين البرج الفتحات الدائرية والطولية بغرض الدفاع، وتوجد فتحات لشبابيك صغيرة في الطابق الثاني من البرج، ويوجد في نهايته ستارة ارتفاعها 50ر1 متراً تعلوها الشرفات المسننة (المتاريس) ويوجد في الستارة أيضاً مزاريب لتصريف مياه الأمطار وهي مصنوعة من الخشب والطين.
بعد هذا الاستعراض الموجز عن أسماء القلاع والأبراج في واحة ليوا وتسليط الضوء على البعض منها فإننا نصل إلى بعض النتائج في عمارتها وطرز بنائها:
أولا: تقع هذه القلاع في سهول برية ذات طبيعية صحراوية وكانت آهلة بالسكان، ثم أصبحت فيما بعد أكثر أهمية كمواقع زراعية، ولا يمكن تجاهل الدور التجاري والسياسي لهذه المنطقة على مدى السنين، ولا بد أنه وبسبب أهمية هذا الدور فقد شيدت الحصون وبعض المجمعات الأخرى حيث التقت حدود معظم القبائل وتأججت فيها نيران النزاعات والخلافات بصورة دائمة.
ثانيا : اعتمدت مواد بناء الحصون في واحة ليوا على ما كان متوفرا محلياً كمناطق برية. فاستخدم «الطوب» اللبن والطين المخلوط مع القش والتبن وحجر الكلس مع الجص لغرض تغطية الجدران، علما أن السقوف تتألف من جذوع وسعف النخيل.
ثالثا : وجود هذه القلاع والأبراج بهذه الأعداد الكبيرة في ليوا دلالة قوية على أن هذه الأرض شهدت ملحمة من ملاحم الصلابة والشجاعة والصبر في مواجهة قسوة الطبيعة الصحراوية التي حولها الرجال بسواعدهم إلى واحات وبساتين من النخيل، وحفروا بسواعدهم الأرض ليستخرجوا المياه العذبة من باطنها. وما يلفت النظر هنا هو وجود المقابر قرب هذه القلاع وهي شاهد حي على ما قدمه هؤلاء الناس من تضحيات جسام من أجل الحفاظ على النفس والوطن وتمسكهم بأرضهم وتشبثهم بالبقاء عليها وتغلبهم على التحديات والصعاب التي واجهتهم فكانوا يدا تحمل السلاح ويدا تبني وتلتقط المحار من أعماق الخليج بعد أن صبروا الصبر الجميل، وكانت نعمة الله عليهم وافرة وعيشهم رغيداً.
رابعاً : تولى زعامة آل بوفلاح خلال الفترة (1793 ـ 1816 م) شخبوط بن ذياب ونقل مقر حكمه من ليوا في الداخل إلى أبوظبي، وكانت أكثر جماعات بني ياس تسكن في واحة ليوا وسكنها المناصير.
خامساً : إن الهدف الرئيسي من إنشاء القلاع في واحة ليوا هو لحفظ الأمن من الاعتداءات الخارجية بالدرجة الرئيسة، ولكي تكون مقرا للحاكم إضافة إلى إقامة الاحتفالات المختلفة للمناسبات الرسمية والدينية في ساحة القلعة واستخدام القلاع لعقد وإقامة الحدود.
سادساً : القلاع في ليوا تتكون من طابقين، وفي زوايا القلعة توجد الأبراج، وهي في الغالب ثلاثة أبراج. والعمارة الدفاعية في ليوا دقيقة ورائعة تلبي الغرض الذي أنشئت من اجله وفي الوقت نفسه تقاوم عوامل التعرية الطبيعية، فعندما نرى مواد البناء من الطين نظن أنه عمل بدائي ولكن عندما نمعن النظر وندخل هذه القلاع ونعيش فيها، نتذوق جمال المعمار والحياة والحضارة التي استمرت لمئات السنين رغم أنها مبينة من الطين لتلائم المناخ الصحراوي، فالطين مادة عازلة للحرارة، وهو يملك خاصية التبادل الحراري، ويعد من أهم مواد البناء التقليدية التي شاع استخدامها في كثير من بقاع العالم لأنها مادة متوافرة ومتاحة للجميع، فقد استخدم الطين في الحضارة الفرعونية، وحضارة ما بين النهرين، كما ظهرت المباني الطينية في الحضارة الرومانية واستخدمته شعوب الهند والصين، وأخيراً فإن الشواهد التاريخية في واحة ليوا جزء مهم من تراث الإنسان الحضاري وبقيت كتحف فنية نادرة في قلب الصحراء الإماراتية.

## مدينة ليوا
• تقع مدينة ليوا في قلب منطقة الظفرة ، وتعرف بأنها قلعة البدوي الطيب، واحة عامرة بالطيبة السماحة والكرم، وكانت ليوا ملجأ أبناء أبوظبي في الماضي، وحصنهم المنيع الذي لم تطأ أرضه قدم عدو ولم يعش فيها غريب في يوم من الأيام، تجد فيها الأصالة بكراً، يشدك فيها الحنين إلى الماضي بقوة، وتحظى باهتمام خاص من قبل حاكم الإمارة. ينقسم سكان ليوا إلى ثلاثة أنواع (البدو، أهل جزر، أصحاب المزارع) ومنذ سنوات تحولت ليوا إلى مدينة حديثة متكاملة تتوافر فيها كافة الخدمات الضرورية.

## معرض الصور

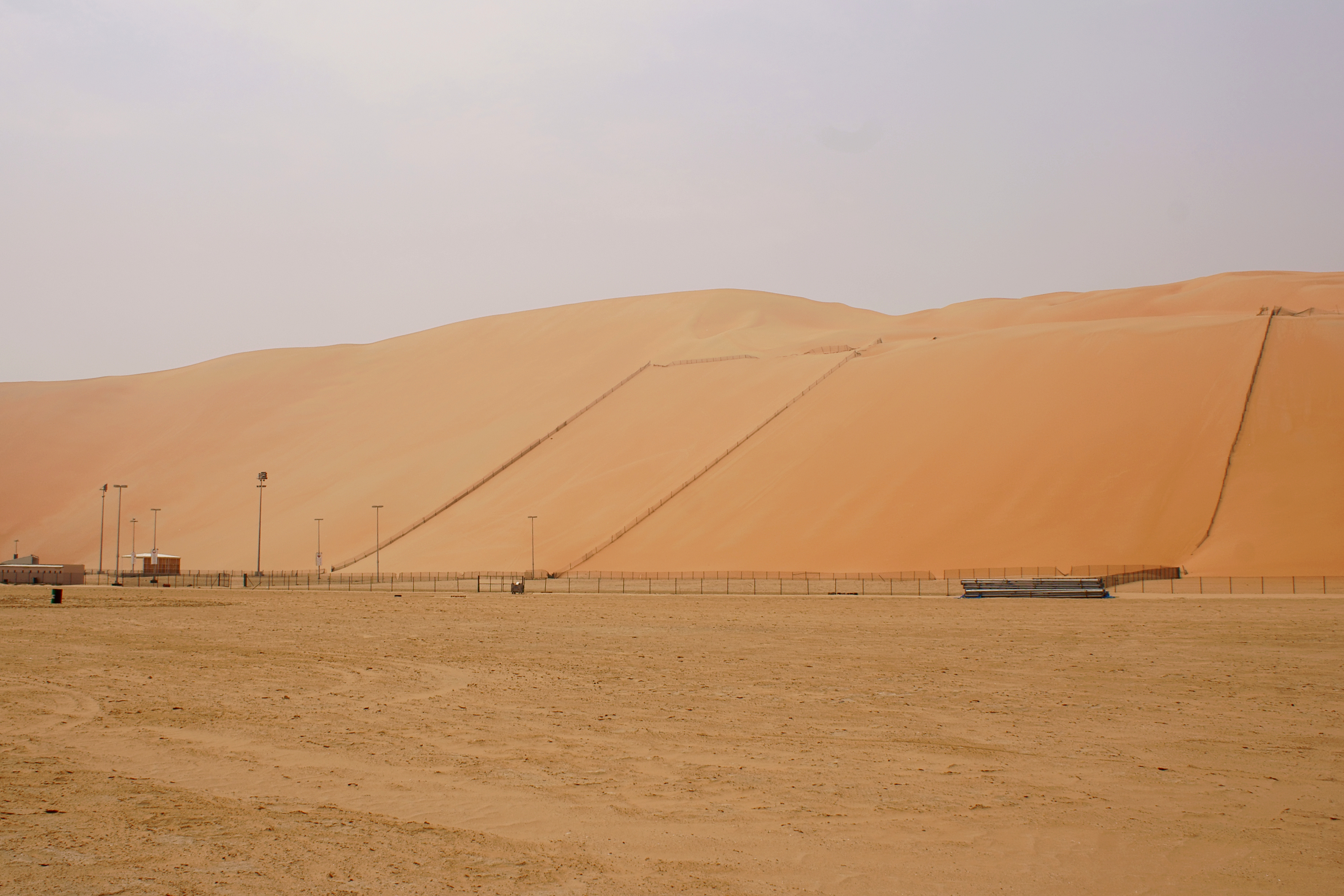
تل مرعب

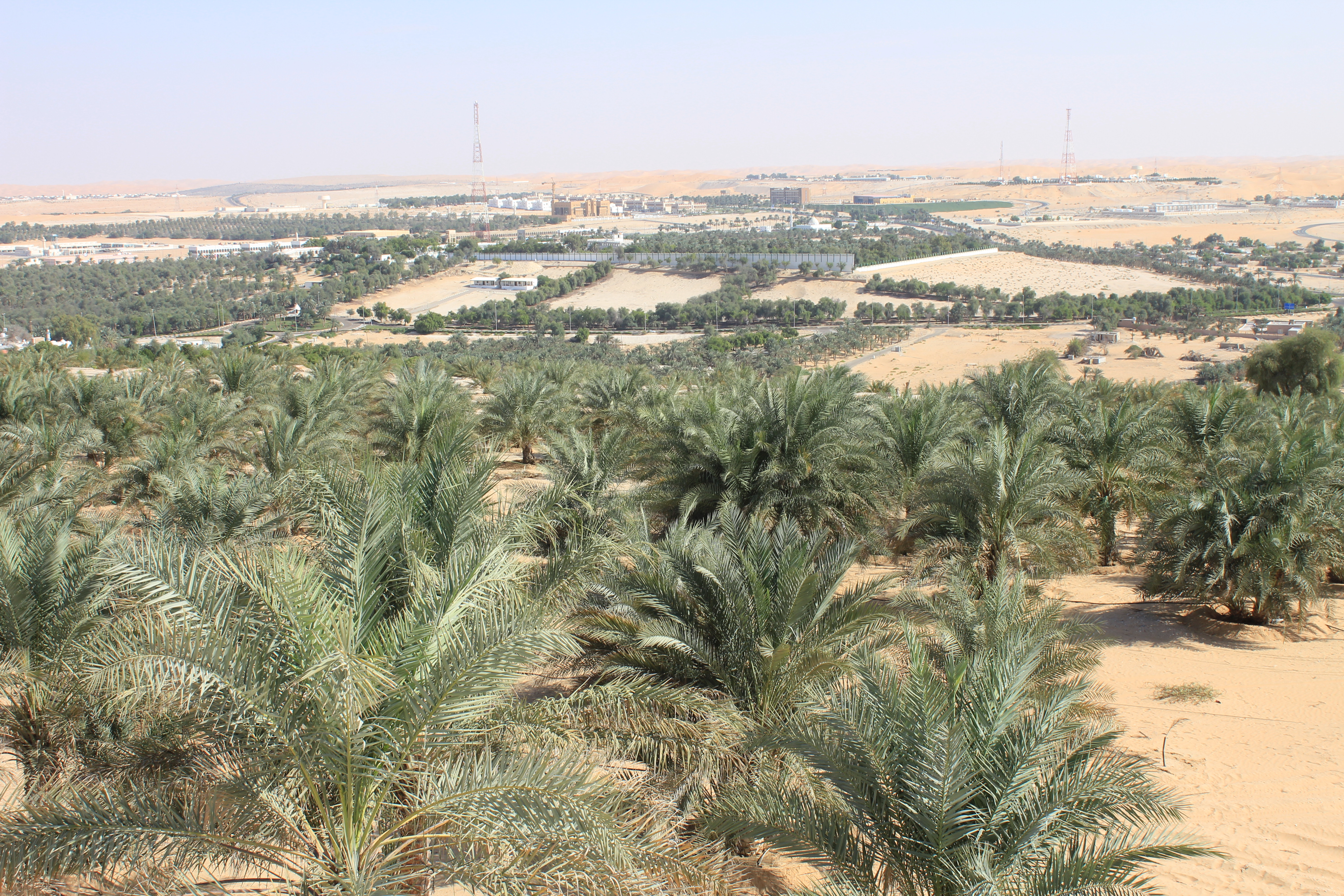

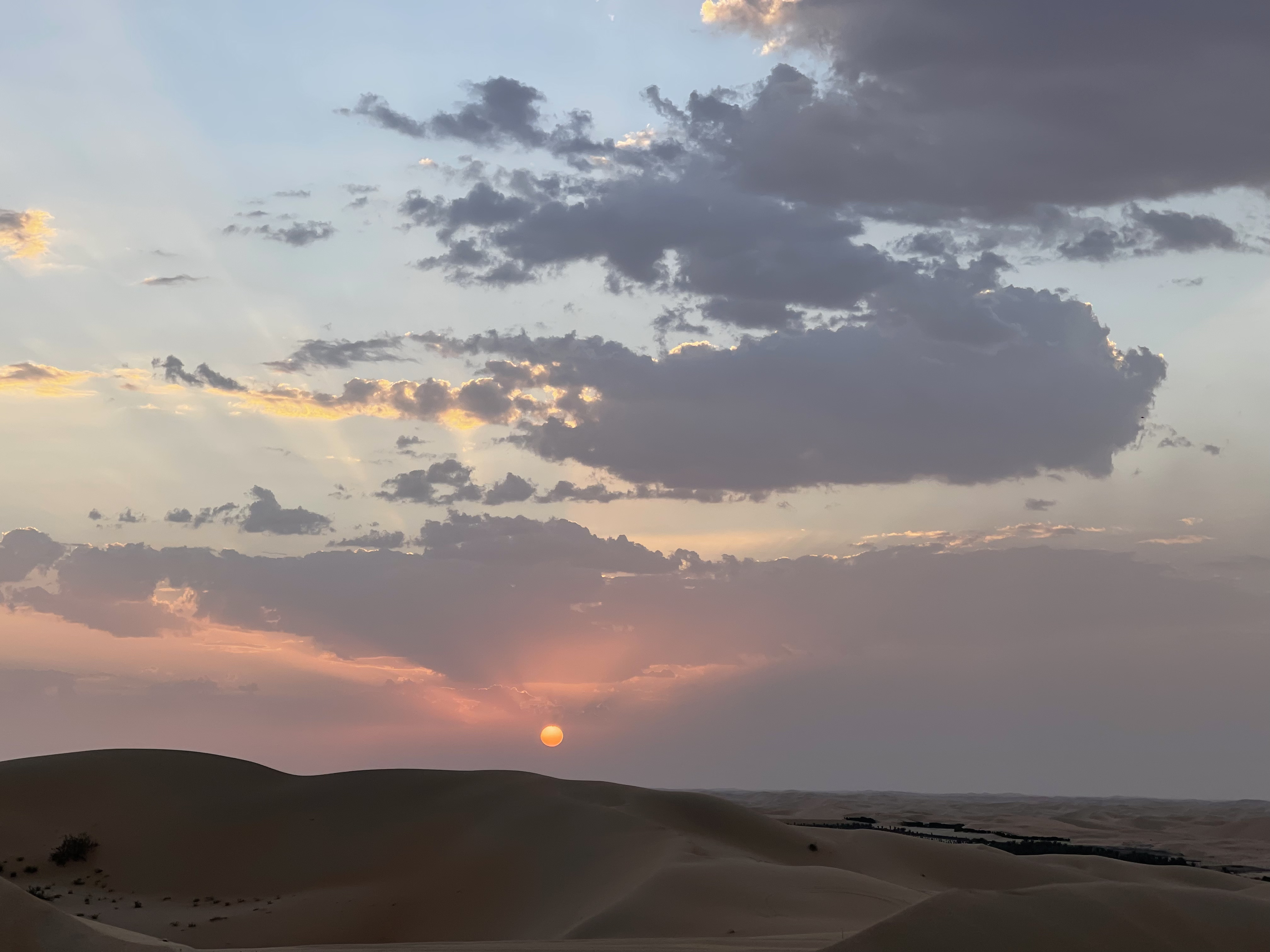
الغروب في ليوا

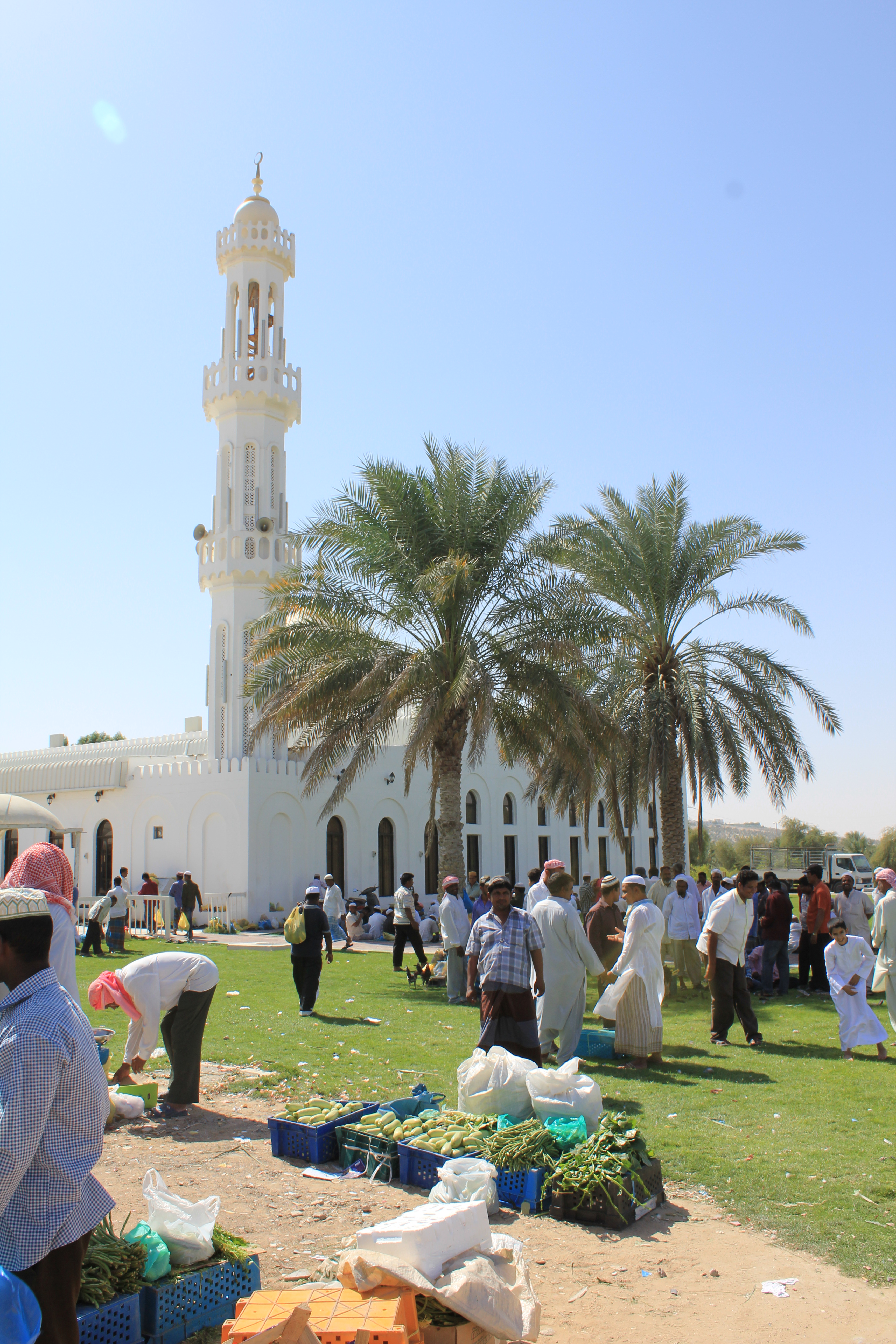

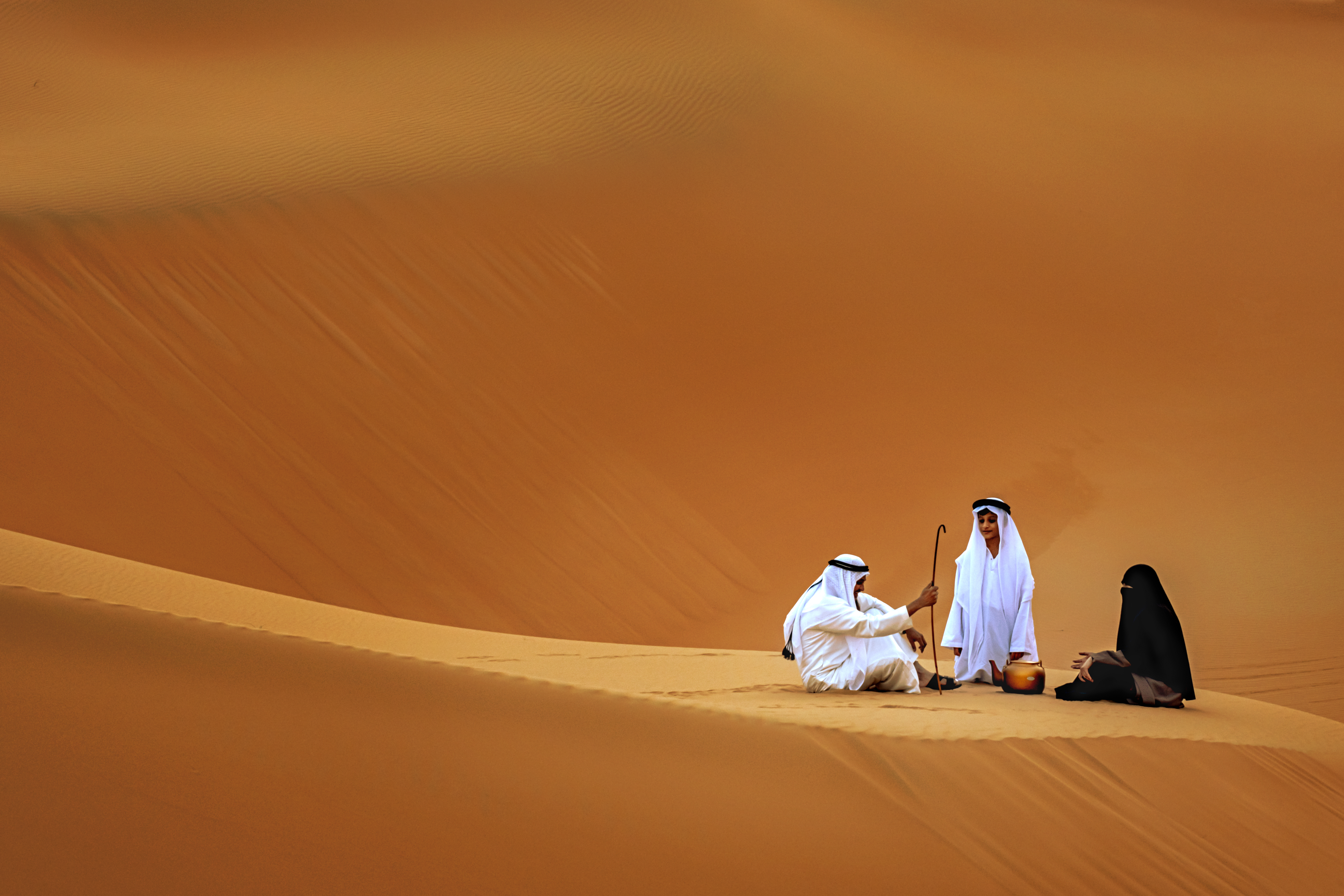

## وصلات خارجية
- موقع حكومة إمارة أبوظبي
- موقع إمارة أبوظبي السياحي
- موقع غرفة تجارة وصناعة أبوظبي